# Falbmaus
Die Falbmaus (Mus cervicolor) ist eine Art der Mäuse (Gattung Mus), die vor allem in Süd- und Südostasien vom Norden Indiens und Nepal bis Myanmar, Laos, Kambodscha und den Norden Vietnams vorkommt.

## Merkmale
Die Falbmaus erreicht eine Kopf-Rumpf-Länge von 6,1 bis 8,0 Zentimetern, hinzu kommt ein etwa ebenso langer, häufig etwas kürzerer, Schwanz (6,7 bis 8,8 Zentimeter). Das Gewicht liegt bei 8 bis 17,5 Gramm. Die Hinterfußlänge beträgt 14 bis 19 Millimeter, die Ohrlänge 13 bis 15 Millimeter. Das Rückenfell ist orange-grau bis bräunlich grau und sehr weich, die Bauchseite ist creme-weiß mit grau-weißer Basis der Haare. Der Schwanz ist deutlich zweifarbig oberseits dunkelbraun und unterseits weiß, der Übergang ist scharf. Sie ähnelt der Reisfeldmaus (Mus caroli), ist jedoch etwa kleiner und der Schwanz ist etwas kürzer und in der Färbung weniger scharf abgegrenzt.
Der Schädel hat eine Gesamtlänge von 20,5 bis 24,5 Millimeter.

## Verbreitung
Die Falbmaus kommt in Süd- und Südostasien vom Norden Indiens, Pakistan und Nepal bis Myanmar, Laos, Kambodscha, Thailand und den Norden Vietnams  vor. In der Volksrepublik China ist sie nur von zwei Lokalitäten, Anning und Ruili, in der Provinz Yunnan bekannt. Darüber hinaus wurde sie wahrscheinlich unabsichtlich auf den Inseln Sumatra und Java eingeführt. Die Höhenverbreitung reicht bis 2000 Meter.

## Lebensweise
Die Falbmaus lebt in allen verfügbaren Habitaten mit Ausnahme von Wüstengebieten, in China vor allem in Sekundärwuchsflächen, Gras-Gebüsch und um und in Reisfeldern sowie anderen landwirtschaftlich genutzten Flächen. In Südostasien lebt sie in offenen Flächen sowie in Laubwäldern, Grasland und ebenfalls in Reisfeldern. Sehr häufig kommt sie in hohen Grasflächen im Bereich der Flüsse vor. Sie ist nachtaktiv, bodenlebend und gräbt Baue in den Boden.
Die Art kommt häufig sympatrisch mit der Reisfeldmaus vor.

## Systematik
Die Falbmaus wird als eigenständige Art innerhalb der Gattung der Mäuse (Mus) eingeordnet, die aus etwa 40 Arten besteht. Die wissenschaftliche Erstbeschreibung stammt von Brian Houghton Hodgson aus dem Jahr 1845, der die Art anhand von Individuen aus Nepal beschrieb. Zeitweise wurde Mus phillipsi als Unterart betrachtet.
Die Art ist entsprechend der Analyse morphologischer und molekularbiologischer Merkmale eng verwandt mit der Reisfeldmaus und der Cook-Maus (Mus cookii). In Thailand wurden zwei Unterarten identifiziert, die Nominatform T. c. cervicolor im Grasland und in Reisfeldern und die etwas größere T. c. popaeus in Waldgebieten nahe der Stadt Tak im Nordwesten des Landes, spätere Analysen konnten diese beiden Formen jedoch nicht mehr unterscheiden. In Thailand ist die Art seit dem mittleren Pleistozän anhand von Zahnfunden (Molaren) in Höhlen nachgewiesen.

## Status, Bedrohung und Schutz
Die Falbmaus wird von der International Union for Conservation of Nature and Natural Resources (IUCN) als nicht gefährdet (Least concern) eingeordnet. Begründet wird dies durch das sehr große Verbreitungsgebiet und das häufige Vorkommen der Art, teilweise auch in Schutzgebieten. Potenzielle bestandsgefährdende Gefahren für diese Art bestehen nicht.